# Bergia pedicellaris
Bergia pedicellaris är en slamkrypeväxtart som beskrevs av F. Müll.. Bergia pedicellaris ingår i släktet Bergia och familjen slamkrypeväxter. Inga underarter finns listade i Catalogue of Life.